# Isatuximab
Isatuximab (Markennamen Sarclisa; Hersteller Sanofi) ist ein monoklonaler Antikörper (mAb), der gegen CD38 gerichtet ist. Er wird zur Behandlung des rezidivierenden oder refraktären Multiplen Myeloms eingesetzt, einer Krebserkrankung des blutbildenden Systems.

## Anwendungsgebiete
In den Vereinigten Staaten ist Isatuximab, in Kombination mit Pomalidomid und Dexamethason, zur Behandlung von Erwachsenen mit Multiplem Myelom es zugelassen, die mindestens zwei vorherige Therapien, einschließlich Lenalidomid und einem Proteasominhibitor, erhalten haben. Zusätzlich ist es zugelassen in Kombination mit Carfilzomib und Dexamethason zur Behandlung von Erwachsenen mit rezidivierendem oder refraktärem Multiplem Myelom, die mindestens eine vorherige Therapie-Linie erhalten haben.
In der Europäischen Union sind die Zulassungen der Substanz durch die Europäische Kommission analog zu den Zulassungen der FDA in den Vereinigten Staaten.

## Struktur
Die Struktur von Isatuximab umfasst zwei identische kappa Leichtketten und zwei gleiche Immunglobulin G schwere Ketten. Chemisch ist Isatuximab der Struktur und Reaktivität von Daratumumab ähnlich, daher zeigen beide Medikamente dieselbe Ausrichtung auf CD38. Isatuximab zeigt jedoch eine stärkere Hemmung seiner Ectoenzym-Funktion. Isatuximab wirkt als allosterischer Antagonist mit dosisabhängiger Hemmung der enzymatischen Aktivität von CD38.

## Pharmakologie
Isatuximab bindet spezifisch an ein Epitop auf dem CD38-Rezeptor und ist der einzige CD38-Antikörper, der eine direkte Apoptose induzieren kann. Isatuximab bindet an eine andere Aminosäuresequenz des CD38-Epitops als der monoklonale Anti-CD38-Antikörper Daratumumab. Die Bindung an den CD38-Rezeptor erfolgt hauptsächlich über die gamma-schweren Ketten und ist wirksamer als bei anderen CD38-Antikörpern wie Daratumumab, die die enzymatische Aktivität von CD38 hemmen können. Darüber hinaus hemmt Isatuximab die Hydrolase-Aktivität von CD38.
Der Antikörper zeigt Anzeichen einer Verbesserung der antitumoralen Immunität, indem er regulatorische T-Zellen, B-Zellen und myeloid-abgeleitete suppressive Zellen eliminiert. Der Unterschied in der Bindung zwischen Isatuximab und Daratumumab liegt in der Erkennung unterschiedlicher Aminosäuregruppen. Isatuximab erkennt 23 Aminosäuren von CD38, im Gegensatz zu Daratumumab, das 27 Aminosäuren erkennt. Die Reste von Glu233 haben eine flexible Seitenkette und sind dem N-Terminus des Asp1-Rests in der Isatuximab-Leichtkette zugewandt. Diese Leichtkette von Isatuximab ist ebenfalls flexibel, was die Wechselwirkung zwischen CD38/Glu233 und dem Asp1 schwächer macht als die anderen Wechselwirkungen zwischen CD38 und Isatuximab. Der Caspase-abhängige apoptotische Weg und der lysosomal vermittelte Zelltodweg in MM-Zellen werden durch Isatuximab induziert. Der MM-Zelltod folgt den nachgeschalteten Reaktionen der lysosomalen Aktivierung. Letztere aktiviert auch die Produktion reaktiver Sauerstoffspezies.

## Applikationsformen
Isatuximab wird in Form eines Infusionskonzentrates vertrieben. Es wird vor der Anwendung (Infusion) verdünnt.
Handelsname: Sarclisa (EU, USA, CA, J, CH)

## Wirkmechanismus
Blutkrebs, der durch eine übermäßige Produktion bösartiger Plasmazellen im Knochenmark gekennzeichnet ist, wird als Multiples Myelom bezeichnet. Die Myelomzellen zeichnen sich durch eine Überexpression von CD38-Oberflächenglykoproteinen aus. Diese Proteine werden auch auf anderen myeloiden und lymphoiden Zellen exprimiert, jedoch in geringerem Ausmaß. Da CD38-Glykoproteine verschiedene wichtige zelluläre Funktionen ausführen und in großer Menge auf der Oberfläche von Myelomzellen vorhanden sind, sind sie zu einem vielversprechenden Ziel für die Behandlung des Multiplen Myeloms geworden. CD38 wurde zunächst als Aktivierungsmarker beschrieben, später zeigte das Molekül Funktionen bei der Adhäsion an endotheliale CD31-Proteine, z. B. als unterstützende Komponente des Synapsenkomplexes, sowie als Ectoenzym, das am Stoffwechsel von extrazellulärem NAD+ und zytoplasmischem NADP beteiligt ist. Die Tumorzellen können dem Immunsystem entkommen, möglicherweise aufgrund von Adenosin, einem immunsuppressiven Molekül, das als Produkt der Ectoenzymaktivität von CD38 entsteht.
Isatuximab ist ein aus IgG1 abgeleiteter monoklonaler Antikörper, der selektiv an CD38 bindet, das sich auf der Oberfläche von hämatopoetischen und Multiplen Myelom-Zellen befindet (sowie auf anderen Tumorzellen). Dieses Medikament induziert die Apoptose von Tumorzellen und aktiviert Immunabwehrmechanismen wie die komplementabhängige zytotoxische Wirkung (CDC), die durch Antikörper vermittelte phagozytische Aktivität (ADCP) und die durch Antikörper vermittelte zytotoxische Aktivität von Zellen (ADCC). Isatuximab kann natürliche Killerzellen (NK-Zellen) stimulieren, auch in Abwesenheit von CD38-positiven Ziel-Tumorzellen, und blockiert CD38-positive T-regulatorische Zellen. Darüber hinaus wird die NADase-Aktivität von CD38 durch Isatuximab reguliert, ähnlich wie bei anderen CD38-Antikörpern. Im Gegensatz zu Daratumumab kann Isatuximab jedoch direkt Apoptose induzieren, ohne Vernetzung und in seinem Bindungsepitop. Laut der FDA hat Isatuximab allein in vitro im Vergleich zur Kombination mit Pomalidomid eine reduzierte ADCC und direkte abtötende Aktivität gegenüber Tumorzellen. Es zeigt auch eine erhöhte antitumorale Aktivität im Vergleich zu Isatuximab oder Pomalidomid allein in einem humanen Xenotransplantationsmodell für multiples Myelom.

## Metabolismus und Toxizität

### Metabolismus
Isatuximab wird wahrscheinlich über katabolische Wege in kleinere Peptide metabolisiert. Die Clearance verringerte sich, wenn die Dosierung im Laufe der Zeit erhöht wurde (größere Mengen oder häufigere Gabe).

### Toxizität
Eine dosislimitierende Toxizität (DLT) wurde charakterisiert als das Auftreten von einer der folgenden: Grad ≥ 3 nicht hämatologische Toxizität; Grad 4 Neutropenie oder Grad 4 Thrombozytopenie, die länger als 5 Tage anhält; Grad ≥ 2 allergische Reaktionen oder Hypersensitivität (d. h. Infusionsreaktionen); oder jede andere Toxizität, die von den Prüfern als dosislimitierend betrachtet wird. Infusionsreaktionen vom Grad ≤ 2 wurden von der DLT-Definition ausgeschlossen, da Patienten mit angemessener Betreuung, die eine Infusionsreaktion vom Grad 2 vor Abschluss der Infusion hatten, in der Lage waren, die Verabreichung von Isatuximab abzuschließen.
Es gibt keine Empfehlung zur Dosisreduktion von Isatuximab. Im Falle einer hämatologischen Toxizität kann es notwendig sein, die Verabreichung zu verschieben, damit sich der Blutwert erholen kann. Es gibt bisher keine klinische Erfahrung zu Überdosierungen. Die Symptome einer Überdosierung entsprechen wahrscheinlich den mit Isatuximab verbundenen unerwünschten Wirkungen bei therapeutischer Dosierung.

## Wirksamkeit und Nebenwirkungen

### Wirksamkeit
Eine Phase-III-Studie mit Patienten mit refraktärem und rezidiviertem Multiplem Myelom (MM), die gegenüber Lenalidomid und einem Proteasominhibitor resistent waren, wurde 2019 veröffentlicht (ICARIA-MM). Die Zusatztherapie mit Isatuximab bei Pomalidomid- und Dexamethasongabe verbesserte das progressionsfreie Überleben auf 11,5 Monate im Vergleich zu 6,5 Monaten, bei einer Gesamtansprechrate von 63 %.

### Nebenwirkungen
Die häufigsten Nebenwirkungen umfassen Neutropenie (niedrige Neutrophilenwerte, eine Art von weißen Blutzellen), infusionsbedingte Reaktionen (Atemnot, Husten, Schüttelfrost und Übelkeit), Lungenentzündung, Infektionen der oberen Atemwege (wie Nasen- und Racheninfektionen), Durchfall und Bronchitis. Ferner wurden sekundäre primäre Malignome beobachtet. 

## Sonstiges
Isatuximab wurde 2015 in Phase-II-Studien für Multiples Myelom und T-Zell-Leukämie aufgenommen.